# Anton Janda
Anton Janda (* 1. Mai 1904 in Wien, Österreich-Ungarn; † 26. September 1985 in Wien, Österreich) war ein österreichischer Fußballspieler auf der Position eines Verteidigers.
Als Nationalspieler spielte er unter anderem ein Match für das legendäre Wunderteam und wurde von Hugo Meisl auch in den Kader für die Fußball-Weltmeisterschaft 1934 einberufen. Die österreichische Nationalmannschaft erreichte zwar das Halbfinale, Janda selbst kam allerdings zu keinem Einsatz. Mit seinem Stammverein Admira konnte er neben vier gewonnenen Meistertiteln das Mitropacupfinale 1934 erreichen. 

## Karriere
Anton Janda begann seine Karriere beim SC Nord-Wien 1912, wo er schon mit 15 Jahren als Linksaußen in der Kampfmannschaft stand. 1922 wechselte er zur Admira, wo er im Frühjahr 1924 als Stürmer in der Meisterschaft debütierte und ab der Folgesaison einen Stammplatz in der Verteidigung hatte. Den ersten großen Erfolg konnte er bei den Schwarz-Weißen mit dem Gewinn der Meisterschaft 1927 feiern. Eine Saison später gelang dem Verteidiger der Gewinn des Doubles sowie der Sprung ins österreichische Nationalteam. Sein Debüt gab er am 1. April 1928 gegen die Tschechoslowakei. Für das Jahr 1929 konnte sich Janda zwar einen Fixplatz im Nationalteam erarbeiten, wurde allerdings in den folgenden Jahren nur noch sporadisch eingesetzt. Darunter fiel auch das Match mit dem Wunderteam 1932 gegen die Tschechoslowakei. 
Mit der Admira konnte Anton Janda allerdings danach einen seiner größten Erfolge verbuchen. Mit der Meistermannschaft der Admira von 1934 gelang der Einzug in das Mitropacupfinale, dem Vorläufer des Europapokals. Nach einem Heimsieg mit 3:2 über den AGC Bologna, unterlag man in Italien allerdings mit 1:5. Ein Jahr später beendete der Verteidiger seine Karriere in Jedlesee und war danach noch für den SC Austro Fiat Wien aktiv. Es folgten in den Nachkriegsjahren weitere Stationen beim FC Zell am See, SV Austria Salzburg, Heiligenstädter SV und Austria XIII.
Nach seinem Tode 1985 wurde 1993 zu seinen Ehren ein Straßenzug in Floridsdorf Janda-Gasse benannt.

## Stationen
- SK Admira Wien (1924–1935)

## Erfolge
- 1 × Mitropapokalfinale: 1934
- 4 × Österreichischer Meister 1927, 1928, 1932, 1934
- 4 × Österreichischer Vizemeister: 1929, 1930, 1931, 1935
- 3 × Österreichischer Pokalsieger: 1928, 1932, 1934
- 10 Spiele für die österreichische Fußballnationalmannschaft von 1928 bis 1934

| Personendaten    | Personendaten                   |
| ---------------- | ------------------------------- |
| NAME             | Janda, Anton                    |
| KURZBESCHREIBUNG | österreichischer Fußballspieler |
| GEBURTSDATUM     | 1. Mai 1904                     |
| GEBURTSORT       | Wien                            |
| STERBEDATUM      | 26. September 1985              |
| STERBEORT        | Wien                            |